# كريستيانا غارسيا
كريستيانا غارسيا هي لاعبة كرة قدم برتغالية، ولدت في 1 سبتمبر 1990 في البرتغال. شاركت مع منتخب البرتغال لكرة القدم للسيدات.

## وصلات خارجية
- كريستيانا غارسيا على موقع قاعدة بيانات كرة القدم.إي يو (الإنجليزية)
- كريستيانا غارسيا على موقع Soccerway.com (الإنجليزية)